# دوغانشار
دوغانشار (به ترکی استانبولی: Doğanşar، به کردی: Tozanî، به زازاکی: İpsile، به ارمنی: Իբիբսա) یک منطقهٔ مسکونی در ترکیه است که در استان سیواس واقع شده‌است. دوغانشار ۱٬۳۱۱ متر بالاتر از سطح دریا واقع شده‌است.